# Staryje Najmany
Staryje Najmany (ros. Старые Найманы) – wieś (sieło) w Rosji, w Mordowii, w rejonie bolszebierieznikowskim. W 2021 liczyła 340 mieszkańców.